# La Madrague
"La Madrague" é uma das primeiras e mais famosas canções pop francesas cantada por Brigitte Bardot. Foi composta no ano de 1963 por Jean-Max Rivière e musicada por Gérard Bourgeois.

## História
O título da canção vem do nome da mansão que Bardot comprou no início dos anos 1960 na praia de Saint-Tropez, onde ela retirou-se para fugir do clamor e da bagunça das grandes cidades.
Foi cantada, pela primeira vez, na emissão Bonne année Brigitte, o vídeo-clipe foi feito em La Madrague mesmo e à beira do mar de Saint-Tropez.

## Diferentes versões
- Em 2006, o grupo de música eletrónica Zong das Ilhas Reunião, fez um cover no álbum Paradis thématik.

- A cantora Camélia Jordana interpretou a canção em 2009, na transmissão do Nouvelle Star, que fez um relativo sucesso.

- Em 28 de setembro de 2009, no dia de aniversãrio de 75 anos de Brigitte Bardot, La Madrague é o primeiro single do álbum Marie-France visite Bardot, da cantora Marie France (JPB Production).

- Loana Petrucciani, ganhadora de um reality show francês, cantou sua versão da canção em 2010. Na hora de gravar o vídeo clipe, a cantora teria declarado que Brigitte Bardot acabava de abrir as portas de La Madrague para ela. Essa afirmação foi negada por Bernard d'Ormale, marido de Brigitte que delarou:

Deve parar de contar qualquer coisa para se promover. Absolutamente Brigitte Bardot não vai abrir as portas da Madrague à Loana, que como Paris Hilton, é uma daquelas pessoas que são inúteis. Eu não entendo como alguns meios de comunicação dão importância a essas coisas.— Bernard d'Ormale

## Na cultura popular
A canção está presente no filme americano Um Pequeno Favor (2018) de Paul Feig e soa durante os créditos do filme La fille de Monaco (2008) de Anne Fontaine.